# Hans Bollandsås
Hans Bollandsås, även känd som enbart Hans, född 28 oktober 1980 i Melhus, är en norsk bluesmusiker som vann norska X Factor 2010. I programmet hade Bollandsås Elisabeth Andreassen som mentor och i finalen den 11 december 2010 stod det mellan honom, Atle Pettersen och Annsofi Pettersen.
Bollandsås hade även tidigare under 2010 vunnit en tävling i bluesgitarr.